# TIM (album)
 For alternative betydninger, se TIM. (Se også artikler, som begynder med TIM)
TIM er det tredje og sidste studiealbum af den svenske DJ Avicii. Albummet blev udgivet posthumt den 6. juni 2019, efter Aviciis død i 2018. Albummet er en samling af de sange Avicii arbejdede med i perioden op til hans død, og var angiveligt ca. 80-85 % procent færdigt. Nogle få dage før hans død, havde han indsnævret albummet til 16 sange. Kun 12 blev udgivet, og de sidste 4 er stadig ukendte i dag. Før albummets udgivelse, blev tre singler udgivet: "SOS", "Tough Love" og "Heaven". Albummet opnåede også kommerciel succes i Danmark, hvor den lå nummer 3 på Hitlisten.Efter albummets udgivelse, blev en fjerde single, "Fades Away", udgivet den 5. december 2019.Albummets profitter går til Tim Bergling Foundation, der forebygger selvmord og psykisk sygdom blandt unge.

## Historie
Albummet blev første gang nævnt i december 2016, da han signerede med Universal Music Sweden. Der blev det sagt, at hans næste album ville blive udgivet i 2017. Den 27. juli 2017 og frem til den 10. august 2017, delte han teasers for nyt musik, og det blev senere til EP'en "Avīci (01)", som blev udgivet den 10. august 2017.I et interview med Pete Tong fra BBC Radio 1, fortalte han at EP'en var den første ud af tre, og at hele "Avīci"-albummet ville blive udgivet med EP nummer 3.Han begyndte derefter at producere de 2 næste EP'er. I begyndelsen af 2018, delte Bergling flere storys på Instagram, som viste ham i studiet med bl.a. Carl Falk, Albin Nedler og Kristoffer Fogelmark.De demoer som blev vist, blev senere hen til "Hold The Line", "Bad Reputation", "Tough Love", "Ain't A Thing" og "Fades Away".
Efter Berglings død i 2018, fortalte Geffen Records CEO Niel Jacobson i et interview med Variety, at albummet var "hans bedste musik i årevis". Han fortalte også, at albummets skæbne ikke var afklaret endnu. Bergling havde angiveligt over 200 ikke udgivne sange før hans død, som var klar til udgivelse. I maj 2018, gav Berglings familie "grønt lys" til udgivelsen af det nye album.I august 2018 afslørede Carl Falk, at han arbejdede på at færdiggøre Berglings single "Heaven", som senere blev udgivet som den tredje single i albummet.I oktober 2018 sagde Aloe Blacc i et interview, at familien var i gang med at planlægge det nye album. Aloe Blacc endte med at synge vokalerne på "SOS", der blev udgivet som den første single i albummet.
Albummet blev officielt annonceret den 5. april 2019, af Berglings familie. Annonceringen kom kort efter, at familien annoncerede "Tim Bergling Foundation", som arbejder med at forebygge psykisk sygdom blandt unge.Den første single, "SOS", blev udgivet den 10. april 2019. Den 9. maj 2019 blev den anden single "Tough Love" udgivet.Den 24. maj 2019 blev albummets trackliste offentliggjort, sammen med 6 forskellige kuber. Kuberne var placeret omkring i verdenen, og man kunne lytte til albummets sange i dem.Albummet blev udgivet den 6. juni 2019, sammen med den tredje single "Heaven". Den fjerde single, "Fades Away", blev udgivet den 5. december 2019, med vokaler fra sangerinden MishCatt. Sangen blev udgivet i forbindelse med Berglings Tribute Koncert.

## Trackliste
| #   | Titel                  | Længde |
| --- | ---------------------- | ------ |
| 1.  | "Peace Of Mind"        | 3:00   |
| 2.  | "Heaven"               | 4:37   |
| 3.  | "SOS"                  | 2:37   |
| 4.  | "Tough Love"           | 3:11   |
| 5.  | "Bad Reputation"       | 3:25   |
| 6.  | "Ain't A Thing"        | 3:03   |
| 7.  | "Hold The Line"        | 2:51   |
| 8.  | "Freak"                | 2:59   |
| 9.  | "Excuse Me Mr Sir"     | 3:07   |
| 10. | "Heart Upon My Sleeve" | 4:14   |
| 11. | "Never Leave Me"       | 2:51   |
| 12. | "Fades Away"           | 2:58   |

## Sange

### Peace Of Mind (feat. Vargas & Lagola)
Peace Of Mind er skrevet af Tim Bergling (Avicii), Salem Al Fakir og Vincent Pontare. Pontare og Al Fakir danner tilsammen gruppen Vargas & Lagola. Sangen blev skrevet i 2018. Peace Of Mind blev af Soundvenue beskrevet som et hektisk beat, som efterligner samfundets marcheren derudaf. Sangen omhandler samfundets hurtige udvikling, specielt centreret om sociale medier. Teksten blev skrevet som et brev til samfundet, hvor man beder om fred og ro. Sangen har opnået over 37 millioner afspilninger på Spotify.

### Heaven
Hovedartikel: Heaven (Avicii-sang)
Heaven er skrevet af Tim Bergling og Chris Martin, som er forsanger for bandet Coldplay. Sangen er også albummets sidste single. Sangen blev skrevet i 2014, hvilket gør den til en af albummets ældste sange. Sangen gennemgik mange ændringer, hvor den blandt andet skiftede vokalist flere gange. Kort inden Berglings død, fortalte han at han ønskede versionen med Chris Martin udgivet. Sangen blev færdigproduceret i 2016, og den skulle have været albummets sidste sang, men blev af ukendte grunde rykket op som nummer to.Sangen har over 320 millioner afspilninger på Spotify.

### SOS (feat. Aloe Blacc)
Hovedartikel: SOS (Avicii-sang)
SOS er skrevet af Tim Bergling, Albin Nedler, Kristoffer Fogelmark (Bonn), Kandi Burruss, Kevin Briggs og Tameka Cottle. SOS er albummets første single, og den bliver sunget af Aloe Blacc, som også sang på Aviciis største hit, Wake Me Up, fra 2013. Sangen sampler "No Scrubs" af TLC. SOS var næsten færdiggjort ved Aviciis død, det eneste der manglede var vokalerne. Sangen er blevet rost for dens "hjemsøgende" vokaler. Sangen blev skrevet i flere dele, og den er skrevet i 2018, kort inden Aviciis død. Sangen har opnået over 805 millioner afspilninger på Spotify.

### Tough Love (feat. Vargas & Lagola, Agnes)
Hovedartikel: Tough Love (Avicii-sang)
Tough Love er skrevet Tim Bergling, Salem Al Fakir, Vincent Pontare og Isak Alverus. Sangen er albummets anden single, og den bliver sunget af Vargas & Lagola og den svenske sangerinde Agnes. Sangen sampler den indiske Bollywood-sang "Banarasiya" fra filmen Raanjhanaa. Berglings ide var, at sangen skulle være en duet mellem en kvinde og en mand, som helst skulle være et par. Vincent Pontares kæreste er den svenske sangerinde Agnes, så de valgte hende som med-vokalist efter Berglings død. Sangen blev også vist til Chris Martin, som mente at Al Fakir og Pontare skulle synge sangen selv. Sangen har over 125 millioner afspilninger på Spotify.

### Bad Reputation (feat. Joe Janiak)
Bad Reputation er skrevet af Tim Bergling, Carl Falk, Joakim Berg og Joe Janiak. Sangen bliver sunget af Joe Janiak, og den blev skrevet i begyndelsen af 2018. Sangen blev færdigproduceret af Carl Falk efter Aviciis død. Bad Reputation er inspireret af tropiske og afrikanske lyde, hvor bongotrommerne er hovedinstrumentet på sangen.  Sangen har opnået over 78 millioner afspilninger på Spotify.

### Ain't A Thing (feat. Bonn)
Ain't A Thing er skrevet af Tim Bergling, Carl Falk, Joakim Berg og Joe Janiak. Den er sunget af den svenske sanger Kristoffer Fogelmark, som går under kunstnernavnet Bonn, og sangen er skrevet i 2018. Sangens melodi er inspireret af en scene fra filmen Gladiator, som "passede" til lyden. Avicii sagde angiveligt om sangen, at det var en af de første gange i mange år, at han havde nydt at lave musik. Sangens tekst er udelukkende skrevet af Bergling selv. Sangens tekster er meget præget af psykisk sygdom og omhandler at miste håbet, og at være ligeglad. Sangen har over 34 millioner afspilninger på Spotify.

### Hold The Line (feat. A R I Z O N A)
Hold The Line er skrevet af Tim Bergling, Lucas Von Bahder, David Labuguen, Nathan Esquite, PJ Bianco og Zachary Hannah. Sangen blev skrevet mellem 2016 og 2018. Bergling blev oprindeligt sendt teksten af en ven, som var en akustisk demo fra bandet A R I Z O N A. Bandet består af sangskriverne (Bergling og Von Bahder undtaget). Bergling og Von Bahder arbejdede derefter videre med demoen, hvoraf instrumentalen er kommet. Sangen er sunget af A R I Z O N A, og den har over 102 millioner afspilninger på Spotify.

### Freak (feat. Bonn)
Freak er skrevet af Tim Bergling, Albin Nedler, Kristoffer Fogelmark, Sam Smith, William Phillips, Tom Petty, Jeff Lynne, Justin Vernon, Hachidai Nakamura og Rokusuke Ei. Sangen sampler "Stay With Me" af Sam Smith og "Sukiyaki" af Kyu Sakamoto. Sangen er sunget af Bonn, og den blev produceret i 2018. Sangens tekster er stærkt præget af depression og den er en af de mere personligt skrevne sange i albummet. Sangens originale navn var "Denial", og det var den første sang som var skrevet sammen med Nedler og Fogelmark, da de rejste til Los Angeles i februar 2018. Sangen var færdigproduceret inden Berglings død. Sangen har opnået over 40 millioner afspilninger på Spotify.

### Excuse Me Mr Sir (feat. Vargas & Lagola)
"Excuse Me Mr Sir" er skrevet af Tim Bergling, Salem Al Fakir, Vincent Pontare og Marcus Thunberg Wessel. Sangen blev sunget af Vargas & Lagola, og den blev skrevet i 2018. Sangen er et disstrack til musikindustrien, hvor teksterne overlegent beskriver hvor langt foran han er. Sangen er inspireret af Crazy Town og Red Hot Chilli Peppers. "Excuse Me Mr Sir" har over 20 millioner afspilninger på Spotify.

### Heart Upon My Sleeve (feat. Imagine Dragons)
Heart Upon My Sleeve er skrevet af Tim Bergling, Ash Pournouri, Dan Reynolds, Ben McKee, Daniel Platzman og Wayne Sermon. Sangen skulle oprindeligt være udgivet på Aviciis debutalbum "True" fra 2013, men grundet uenigheder mellem pladeselskaberne, blev instrumentalen i stedet udgivet. Sangen blev skrevet i 2013, og er dermed albummets ældste sang. Grunden til uenigheden var, at Berglings manager, Ash Pournouri, ikke ønskede nogle features på albummet. Da det var et krav fra Imagine Dragons, blev de derfor taget ud af albummet. Efter Berglings død, blev vokalerne puttet tilbage, og sangen blev dermed færdigudgivet, hvilket også var Berglings ønske. Sangen har opnået over 85 millioner afspilninger på Spotify.

### Never Leave Me (feat. Joe Janiak)
Never Leave Me er skrevet af Tim Bergling, Albin Nedler, Kristoffer Fogelmark, Joe Janiak og Martin Svensson. Sangen blev skrevet to dage inden Bergling rejste til Oman, og den er dermed den sidste sang han nogensinde har skrevet. Sangen er en kærlighedssang, der omhandler frygten for at blive forladt. Sangen blev sunget af Joe Janiak, og den har over 30 millioner afspilninger på Spotify.

### Fades Away (feat. Noonie Bao)
Hovedartikel: Fades Away (Avicii-sang)
Fades Away er skrevet af Tim Bergling, Carl Falk, Joakim Berg og Joe Janiak. Sangen blev oprindeligt skrevet i 2018, og det var en af de første, som blev skrevet. Sangen startede med linjen "Don't you love it how it all just fades away", hvilket også er den sidste linje som bliver sagt i albummet. Sangen var stadig en demo ved Berglings død, og droppet og store dele af melodien er blevet tilføjet efter hans død. Sangen er sunget af Noonie Bao, som tidligere arbejde med Bergling på "I Could Be The One". Hendes vokaler blev også først tilføjet efter Berglings død. Sangen har over 50 millioner afspilninger på Spotify.
Den 5. december 2019 blev en anden version af Fades Away udgivet som single, i forbindelse med Aviciis "Tribute Concert". Sangen der blev kaldt en "Tribute Concert Version", blev sunget af den costa ricanske sangerinde MishCatt. Hun sang den til Tribute Koncerten, der blev afholdt samme dag.Single versionen af Fades Away har 29 millioner afspilninger på Spotify.

## Cover
Coveret til TIM består hovedsageligt af et billede af Bergling i midten, der er omringet af en hvid kant, hvor der på hver side står noget, der repræsenterer albummet. Berglings hoved kan ses, mens han kigger opad. I toppen er Aviciis logo, der består af to trekanter. Den ene forestiller bogstavet A og den andet bogstavet V, der symboliserer de to første bogstaver i Avicii. I venstre side, står der 2019, der repræsenterer udgivelsesåret. I højre side, står der TIM, der er albummets navn, og i bunden står der Avicii.

## Modtagelse
TIM modtog blandede til gode anmeldelser. Metacritic, som giver en score ud af 100, gav TIM en score på 58, baseret på fire forskellige kritikere.
Rolling Stone gav 2,5 stjerne ud af 5, og beskrev albummet som Berglings "mørke farvel". De kritiserede den "ufærdige" lyd, og beskrev teksterne som et "forlænget selvmordsbrev". De roste "Heart Upon My Sleeve" for dens miks mellem moderne rock og trance musik. "Freak" blev rost som et af Berglings få "dance bangers", og Bonns vokaler blev også rost. Højdepunktet er i følge anmeldelsen "Heaven", der bliver rost for Chris Martins vokaler, og sangen bliver beskrevet som det bedste "produkt af Berglings americana fetish" siden "Wake Me Up". Til sidst skriver Will Hermes, at det lader til at Bergling kun var ved at begynde med at udvikle sin musik, og at albummet kunne have været meget bedre, hvis Bergling selv havde færdiggjort det.
Britiske NME gav albummet 3 ud af 5 stjerner, og gav en positiv anmeldelse. De beskriver albummet som et album, der "kan tilfredstille Berglings fans", men fortæller også at albummet ikke er et album der kan få "EDM-benægterne til at skifte side".
Danske Soundvenues journalist Kristian Karl, beskriver albummet som "en happy end, der ikke eksisterer". Anmeldelsen ligger i høj grad vægt på de opløftende tekster i albummet, der ifølge dem virker ironisk, da Bergling tog sit eget liv imens han arbejdede på sangene. De roser samtidigt albummet for at være "tro mod hans ambition" og albummets lyd er ifølge dem lige hvad Bergling ønskede sig. De slutter anmeldelsen af med at kalde albummet for "hjerteskærende", med den begrundelse at Bergling aldrig fandt "nirvana", som han flere gange omtalte at albummet skulle fortælle historien om. 
AllMusic's Neil Yeung gav TIM tre ud af fem stjerner, med en posititiv anmeldelse. Yeung kaldte albummet en "passende hyldest" til Bergling. Han roser Vincent Pontare og Salem Al Fakir for deres tre sange "Peace Of Mind", "Tough Love" og "Excuse Mr Mr Sir", og hylder produktionen der er "over gennemsnittet" i albummet. "Heaven" og "Heart Upon My Sleeve", bliver hyldet for at have den klassiske Avicii-lyd, mens "SOS" bliver kaldt en "jam", og teksterne bliver kaldt "smertende".

## Priser og nomineringer
TIM og singlerne fra TIM modtog flere nomineringer og priser. TIM vandt en Rockbjörnen, to svenske Grammis, en IDMA (International Dance Music Award) og blev nomineret til en Billboard Music Award.
| Nomineret af                     | År   | Værk | Pris                       | Resultat  |
| -------------------------------- | ---- | ---- | -------------------------- | --------- |
| Grammis                          | 2019 | TIM  | Bedste Electro/Dance Album | Vundet    |
| Grammis                          | 2019 | SOS  | Bedste Electro/Dance Sang  | Vundet    |
| Rockbjörnen                      | 2019 | SOS  | Bedste sang                | Vundet    |
| International Dance Music Awards | 2020 | TIM  | Best Album                 | Vundet    |
| Billboard Music Awards           | 2020 | TIM  | Top Dance/Electronic Album | Nomineret |

## Hitlister
| Hitliste (2019)                        | Højeste position |
| -------------------------------------- | ---------------- |
| Australien (ARIA)                      | 6                |
| Østrig (Ö3 Austria)                    | 3                |
| Belgien (Ultratop Flanderen)           | 1                |
| Belgien (Ultratop Vallonien)           | 5                |
| Canadiske Albummer (Billboard)         | 3                |
| Tjekkiet (ČNS IFPI)                    | 3                |
| Danmark (Album Top-40)                 | 3                |
| Holland (Album Top 100)                | 1                |
| Finland (Musiikkituottajat)            | 1                |
| Frankrig (SNEP)                        | 11               |
| Tyskland (Offizielle Top 100)          | 5                |
| Ungarn (MAHASZ)                        | 20               |
| Irland (IRMA)                          | 6                |
| Italien (FIMI)                         | 5                |
| Japan (Oricon)                         | 9                |
| Japanese Hot Albums (Billboard Japan)  | 3                |
| Latvian Albums (LAIPA)                 | 2                |
| Lithuanian Albums (AGATA)              | 1                |
| New Zealand (RIANZ)                    | 8                |
| Norge (VG-lista)                       | 1                |
| Polen (ZPAV)                           | 10               |
| Portugal (AFP)                         | 12               |
| Skotland (OCC)                         |                  |
| Slovak Albums (ČNS IFPI)               | 4                |
| Spanien (PROMUSICAE)                   | 4                |
| Sverige (Sverigetopplistan)            | 1                |
| Schweiz (Schweizer Hitparade)          | 2                |
| Storbritannien (OCC)                   | 7                |
| US Billboard 200                       | 11               |
| US Dance/Electronic Albums (Billboard) | 1                |

| Hitliste (2019)                            | Position |
| ------------------------------------------ | -------- |
| Belgiske Album (Ultratop Flanders)         | 21       |
| Belgiske Album (Ultratop Wallonia)         | 102      |
| Danske Album (Hitlisten)                   | 70       |
| Hollandske Album (Album Top 100)           | 37       |
| Franske Album (SNEP)                       | 148      |
| Letlandske Album (LAIPA)                   | 57       |
| Svenske Album (Sverigetopplistan)          | 4        |
| Schweiziske Album (Schweizer Hitparade)    | 71       |
| US Top Dance/Electronic Albums (Billboard) | 11       |

| Hitliste (2020)                    | Position |
| ---------------------------------- | -------- |
| Belgiske Album (Ultratop Flanders) | 199      |
| Svenske Album (Sverigetopplistan)  | 16       |

| Hitliste (2021)                   | Position |
| --------------------------------- | -------- |
| Svenske Album (Sverigetopplistan) | 70       |